# Den lige vej
Den lige vej er en dansk børnefilm fra 1970 instrueret af Alan Lowry.

## Handling
En snes mennesker stiger ombord i en vogn i et langdistancetog. De rejser mod hvert sit mål, men med tiden opdager de, at deres endelige mål på uventet vis er fælles.

## Medvirkende
- Otto Brandenburg
- Eva Danné
- John Hahn-Petersen
- Anna-Louise Lefèvre
- Gunnar Lemvigh
- Preben Lerdorf-Rye
- Kate Mundt
- Baard Owe
- Peter Ronild
- Simon Rosenbaum